# 館俊三
館 俊三（だて しゅんぞう、1896年〈明治29年〉6月15日 - 1964年〈昭和39年〉4月6日）は、日本の労働運動家、政治家。衆議院議員。

## 経歴
石川県鹿島郡七尾町（現七尾市）で生まれる。1916年（大正5年）石川県立七尾中学校（現石川県立七尾高等学校）を卒業し、小学校准訓導心得となる。
1920年（大正9年）鉄道省に入省し函館駅改札掛に就任。鉄道局書記、鉄道官補、函館駅助役を歴任。1946年（昭和21年）函館駅従業員労働組合の結成発起人となり、また同年5月に結成された国鉄北海道労働組合の委員長に就任。同年4月、第22回衆議院議員総選挙に出馬するも落選。1947年（昭和22年）4月、第23回総選挙で北海道第3区から日本社会党所属で出馬して初当選。その後、労働者農民党所属で出馬して 第25回、第26回総選挙で当選し、第24回、第27回総選挙では落選した。1958年（昭和33年）5月、第28回総選挙では日本社会党所属で出馬して当選。1960年（昭和35年）11月、第29回総選挙には出馬せず、衆議院議員を通算4期務めた。
その他、国有鉄道中央調停委員会委員、札幌地方国有鉄道調停委員会委員、地方公共企業体等調停委員会委員、函館地区鉄道従業員組合協議会常任委員長、国鉄労働組合北海道地方本部執行委員長、同組合総連合会中央委員、労働者農民党中央執行委員、同国会対策部長などを務めた。